# ANT RECORD
ANT RECORD（アントレコード）は、1990年代後半から2000年代前半にかけて三重県で活動していたインディーズレーベル。

## CDリリース
ARC-0401 ANTBUS : V.A.(2000)

ARC-0101 サムライマン : 行ケヨ、何処迄モ(2001)

ARC-0102 Patoriot Style : Routine Life(2001)

ARC-0103 BOOBEES : Are We Happy?(2001)

ARC-0104 BathCaulk A Passing Point(2001)

ARC-0105 ビリードロップ : メガネペイン(2003)